# Kapuzinerinnenkloster Bonn
Das Kapuzinerinnenkloster Bonn war ein Kloster der Kapuzinertertiarinnen in Bonn. Es bestand von 1629 bis 1802 und gehörte zum Erzbistum Köln.

## Geschichte
Das Kloster war im Zuge der Gegenreformation durch den Kölner Erzbischof Ferdinand von Bayern gegründet worden. Im Jahr 1629 zogen drei Schwestern aus dem Kölner Kapuzinerinnenkloster St. Anna am Kreuzberg in ein von der Beginengemeinschaft Ludolphskonvent aufgegebenes Haus an der Bonner Wenzelgasse. Nach zwei Jahren wurde ein Haus an der Kölnstraße bezogen. Die Patronin des Klosters war die Heilige Anna. Nach einer wegen der Ereignisse des Dreißigjährigen Krieges vorübergehenden Rückkehr nach Köln bestand der Konvent 1638 bereits aus 18 Schwestern. In der Kölnstraße entstand gegen den Widerstand der Bonner Bürger ab 1644 ein neues Gebäude, das im Jahr 1646 fertiggestellt und von sieben Schwestern bezogen werden konnte. Eine dazugehörige Kirche wurde 1647 im Beisein des Kölner Erzbischofs Ferdinand durch den Osnabrücker Fürstbischof Franz Wilhelm von Wartenberg geweiht, auch ein kleiner Friedhof gehörte zu der Anlage. Die Einkünfte des Klosters stammten im Wesentlichen aus Schuldverschreibungen von Bonner Bürgern sowie der umliegenden Orte, des Domkapitels und des Kurstaates, dazu kamen Einkünfte aus Zöllen in Bonn und Andernach. Die Schwestern gehörten in den späteren Jahren oftmals bürgerlichen Familien aus dem Raum Bonn an, im Jahre 1798 bestand der Konvent aus 13 Chorschwestern und vier Laienschwestern. 1802 wurde das Kloster säkularisiert, die Klosteranlage verkauft und kurze Zeit später abgebrochen.